# Cinémathèque de Tel Aviv

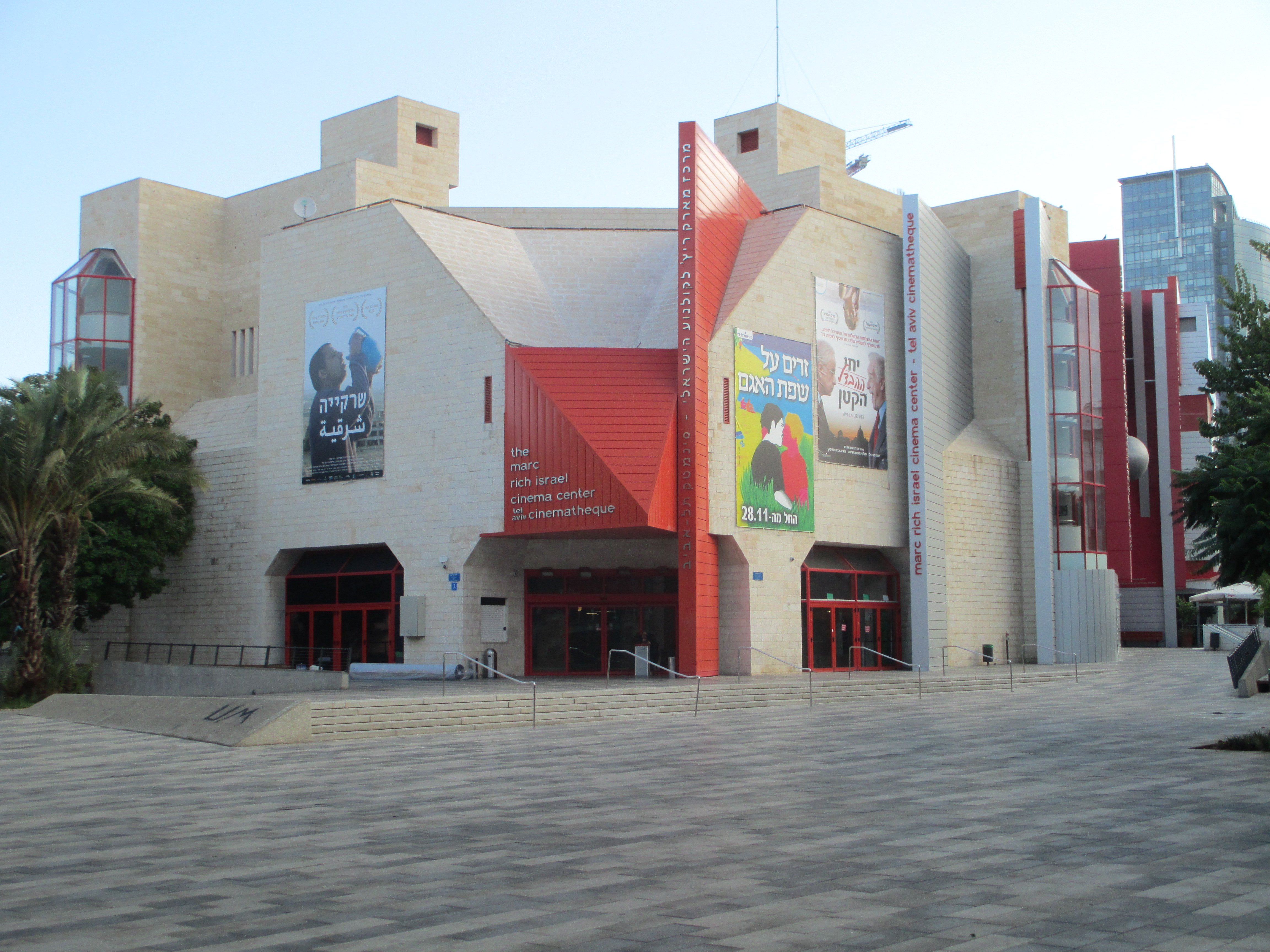

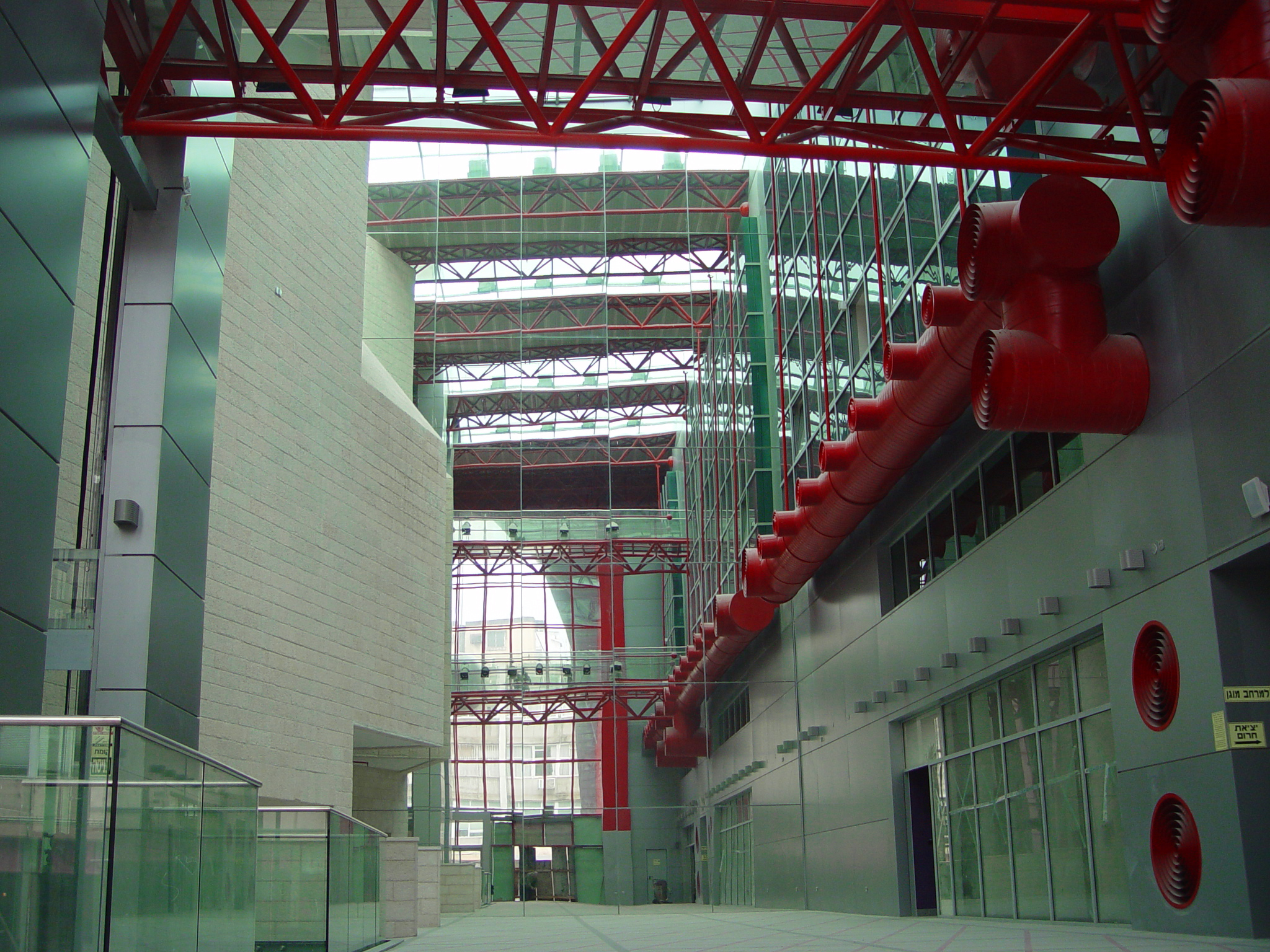

La cinémathèque de Tel-Aviv (aussi appelé: Doron Cinéma au centre)[réf. souhaitée] est une cinémathèque et Archives du Cinéma, ouverte à Tel Aviv le 12 mai 1973.

## Cinéma israélien centre
En septembre 2011, le centre cinématographique Israélien a ouvert à côté de la Cinémathèque. Cette aile fait le triple de la taille de l'espace existant de la cinémathèque, et contient trois nouveaux théâtres, des bureaux, une bibliothèque et un restaurant. Comme l'aile d'origine, cette aile a également été conçue par Harshman.